# 郑兰荪
郑兰荪（1954年10月22日—），男，福建厦门人，中国无机化学家，厦门大学化学系教授、博士生导师、中科院院士、全国政协常委，福建省政协副主席、民盟中央副主席。福建省科学技术协会主席。
郑兰荪同时任973计划项目首席科学家、教育部化学专业教学指导分委员会主任、无机合成与制备化学国家重点实验室学术委员会主任、固体表面物理化学国家重点实验室学术委员会副主任，厦门市政协副主席、福建省委主委、厦门市委主委。

## 生平
郑兰荪1954年生于福建厦门，籍贯江苏吴江。1978年2月进入厦门大学化学系学习。1982年毕业后在美国莱斯大学学习，并于1986年获博士学位。1986年6月起在厦门大学任教。1987年5月加入中国民主同盟。
2001年当选为中国科学院院士。
2002年12月19日，民主同盟举行九届一中全会，他当选为民盟中央主席。2007年12月，在民盟十届一中全会上，他出任民盟中央副主席的职务。2008年1月，当选福建省第十届政协副主席。2012年7月，当选民盟福建省第十二届委员会主任委员。2013年1月，任福建省第十一届政协副主席。2018年1月，当选第十三届全国政协委员。

## 家庭
郑兰荪出生于苏州吴江盛泽镇的郑氏家族，父亲郑重是著名海洋生物学家、厦门大学教授。他的叔祖父郑之蕃是知名数学家、清华大学数学系首任系主任。郑兰荪的母亲顾学民则是无机化学家，原厦门大学化学系系主任。